# Megamyrmaekion nairobii
Megamyrmaekion nairobii är en spindelart som beskrevs av Lucien Berland 1920. Megamyrmaekion nairobii ingår i släktet Megamyrmaekion och familjen plattbuksspindlar. Inga underarter finns listade i Catalogue of Life.